# Equipas ciclistas Continentais-Temporada de 2018
Na temporada de 2018 registaram-se os seguintes equipas ciclistas de categoria Continental na União Ciclista Internacional:

## Lista de equipas

### Equipas africanas
| País    | Nome                                      | Código UCI |
| ------- | ----------------------------------------- | ---------- |
| Argélia | Groupement Sportif des Pétroliers Algérie | GSP        |
| Argélia | Sovac-Natura4Ever                         | SNE        |

| País      | Nome                                         | Código UCI |
| --------- | -------------------------------------------- | ---------- |
| Argentina | Asociación Civil Mardan                      | ACM        |
| Argentina | Asociación Civil Agrupación Virgen de Fátima | AVF        |
| Argentina | Equipa Continental Municipalidad de Pocito   | EMP        |
| Argentina | Municipalidad de Rawson                      | MDR        |
| Argentina | Sindicato de Empleados Públicos de San Juan  | SEP        |
| Bolívia   | Start Team Gusto                             | STF        |
| Canadá    | H&R Block Pro Cycling Team                   | HRB        |
| Canadá    | Probaclac/Devinci                            | PCD        |
| Canadá    | Silber Pro Cycling                           | SPC        |
| Colômbia  | Bicicletas Strongman Colombia Coldeportes    | BSM        |
| Colômbia  | Coldeportes Zenú Sello Rojo                  | CZS        |
| Colômbia  | EPM                                          | EPM        |
| Colômbia  | Orgullo Paisa                                | EOP        |

| País                 | Nome                          | Código UCI |
| -------------------- | ----------------------------- | ---------- |
| Colômbia             | GW Shimano                    | GWS        |
| Colômbia             | Medellín                      | MED        |
| República Dominicana | Inteja Dominican Cycling Team | DCT        |
| Equador              | Team Ecuador                  | MTE        |
| México               | Canel's-Specialized           | CAS        |
| Paraguai             | Vivo Team Grupo Oresy         | VIV        |
| Estados Unidos       | 303 Project                   | 3O3        |
| Estados Unidos       | Aevolo                        | AEV        |
| Estados Unidos       | CCB Foundation-Sicleri        | CCB        |
| Estados Unidos       | Cyclus Sports                 | CSS        |
| Estados Unidos       | Elevate-KHS Pro Cycling       | ELV        |
| Estados Unidos       | Jelly Belly p/b Maxxis        | JBC        |
| Estados Unidos       | Team Illuminate               | ILU        |

| País      | Nome                                         | Código UCI |
| --------- | -------------------------------------------- | ---------- |
| Argentina | Asociación Civil Mardan                      | ACM        |
| Argentina | Asociación Civil Agrupación Virgen de Fátima | AVF        |
| Argentina | Equipa Continental Municipalidad de Pocito   | EMP        |
| Argentina | Municipalidad de Rawson                      | MDR        |
| Argentina | Sindicato de Empleados Públicos de San Juan  | SEP        |
| Bolívia   | Start Team Gusto                             | STF        |
| Canadá    | H&R Block Pro Cycling Team                   | HRB        |
| Canadá    | Probaclac/Devinci                            | PCD        |
| Canadá    | Silber Pro Cycling                           | SPC        |
| Colômbia  | Bicicletas Strongman Colombia Coldeportes    | BSM        |
| Colômbia  | Coldeportes Zenú Sello Rojo                  | CZS        |
| Colômbia  | EPM                                          | EPM        |
| Colômbia  | Orgullo Paisa                                | EOP        |

| País                 | Nome                          | Código UCI |
| -------------------- | ----------------------------- | ---------- |
| Colômbia             | GW Shimano                    | GWS        |
| Colômbia             | Medellín                      | MED        |
| República Dominicana | Inteja Dominican Cycling Team | DCT        |
| Equador              | Team Ecuador                  | MTE        |
| México               | Canel's-Specialized           | CAS        |
| Paraguai             | Vivo Team Grupo Oresy         | VIV        |
| Estados Unidos       | 303 Project                   | 3O3        |
| Estados Unidos       | Aevolo                        | AEV        |
| Estados Unidos       | CCB Foundation-Sicleri        | CCB        |
| Estados Unidos       | Cyclus Sports                 | CSS        |
| Estados Unidos       | Elevate-KHS Pro Cycling       | ELV        |
| Estados Unidos       | Jelly Belly p/b Maxxis        | JBC        |
| Estados Unidos       | Team Illuminate               | ILU        |

| País      | Nome                                       | Código UCI |
| --------- | ------------------------------------------ | ---------- |
| Bahrein   | VIB Sports                                 | VIB        |
| China     | Beijing XDS-Innova Cycling Team            | XDS        |
| China     | China Continental Team of Gansu Bank       | GCB        |
| China     | Giant Cycling Team                         | MSS        |
| China     | Hainan Jilun Cycling Team                  | JLC        |
| China     | Hengxiang Cycling Team                     | HEN        |
| China     | Mitchelton-BikeExchange                    | MBE        |
| China     | Ningxia Sports Lottery Livall Cycling Team | NLC        |
| China     | Qinghai Tianyoude Cycling Team             | TYD        |
| China     | Yunnan Taishan Pardus                      | YUN        |
| Hong Kong | HKSI Pro Cycling Team                      | HKS        |
| Indonésia | Advan Customs Cycling Team                 | ACC        |
| Indonésia | KFC Cycling Team                           | KFC        |
| Indonésia | PGN Road Cycling Team                      | PGN        |
| Irão      | DFT Team                                   | DFT        |
| Irão      | Gun Ay Tabriz Team                         | GTT        |
| Irão      | MES Kerman                                 | MES        |
| Irão      | Omidnia Mashhad Team                       | OMT        |
| Irão      | Pishgaman Cycling Team                     | PKY        |
| Irão      | Tabriz Shahrdary Team                      | TST        |
| Japão     | Aisan Racing Team                          | AIS        |
| Japão     | Interpro Stradalli Cycling                 | IPC        |
| Japão     | Kinan Cycling Team                         | KIN        |
| Japão     | Matrix-Powertag                            | MTR        |
| Japão     | Nasu Blasen                                | NAS        |

| País                   | Nome                                | Código UCI |
| ---------------------- | ----------------------------------- | ---------- |
| Japão                  | Shimano Racing Team                 | SMN        |
| Japão                  | Team Bridgestone Cycling            | BGT        |
| Japão                  | Team Ukyo                           | UKO        |
| Japão                  | Utsonomiya Blitzen                  | BLZ        |
| Cazaquistão            | Apple Team                          | APL        |
| Cazaquistão            | Astana City                         | TSE        |
| Cazaquistão            | Vino-Astana Motors                  | VAM        |
| Coreia do Sul          | Gapyeong Cycling Team               | GPC        |
| Coreia do Sul          | Geumsan Insam Cello                 | GIC        |
| Coreia do Sul          | Korail Cycling Team                 | KCT        |
| Coreia do Sul          | KSPO Bianchi Asia Procycling        | KSP        |
| Coreia do Sul          | LX Cycling Team                     | LXC        |
| Coreia do Sul          | Seoul Cycling Team                  | SCT        |
| Coreia do Sul          | Uijeongbu Cycling Team              | UCT        |
| Kuwait                 | Massi-Kuwait Team                   | KWT        |
| Laos                   | Nex CCN Cycling Team                | CCN        |
| Malásia                | Forca Amskins Racing                | FAR        |
| Malásia                | Team Sapura Cycling                 | TSC        |
| Malásia                | Terengganu Cycling Team             | TSG        |
| Mongólia               | Project Nice Côte d'Azur            | NCA        |
| Filipinas              | 7 Eleven-Cliqq Roadbike Philippines | 7RP        |
| Tailândia              | Thailand Continental Cycling Team   | TCC        |
| Taipé Chinesa          | RTS Racing Team                     | RTS        |
| Emirados Árabes Unidos | Sharjah Pro Cycling Team            | SHJ        |
| Uzbequistão            | Tashkent Cycling Team               | TAS        |

| País      | Nome                                       | Código UCI |
| --------- | ------------------------------------------ | ---------- |
| Bahrein   | VIB Sports                                 | VIB        |
| China     | Beijing XDS-Innova Cycling Team            | XDS        |
| China     | China Continental Team of Gansu Bank       | GCB        |
| China     | Giant Cycling Team                         | MSS        |
| China     | Hainan Jilun Cycling Team                  | JLC        |
| China     | Hengxiang Cycling Team                     | HEN        |
| China     | Mitchelton-BikeExchange                    | MBE        |
| China     | Ningxia Sports Lottery Livall Cycling Team | NLC        |
| China     | Qinghai Tianyoude Cycling Team             | TYD        |
| China     | Yunnan Taishan Pardus                      | YUN        |
| Hong Kong | HKSI Pro Cycling Team                      | HKS        |
| Indonésia | Advan Customs Cycling Team                 | ACC        |
| Indonésia | KFC Cycling Team                           | KFC        |
| Indonésia | PGN Road Cycling Team                      | PGN        |
| Irão      | DFT Team                                   | DFT        |
| Irão      | Gun Ay Tabriz Team                         | GTT        |
| Irão      | MES Kerman                                 | MES        |
| Irão      | Omidnia Mashhad Team                       | OMT        |
| Irão      | Pishgaman Cycling Team                     | PKY        |
| Irão      | Tabriz Shahrdary Team                      | TST        |
| Japão     | Aisan Racing Team                          | AIS        |
| Japão     | Interpro Stradalli Cycling                 | IPC        |
| Japão     | Kinan Cycling Team                         | KIN        |
| Japão     | Matrix-Powertag                            | MTR        |
| Japão     | Nasu Blasen                                | NAS        |

| País                   | Nome                                | Código UCI |
| ---------------------- | ----------------------------------- | ---------- |
| Japão                  | Shimano Racing Team                 | SMN        |
| Japão                  | Team Bridgestone Cycling            | BGT        |
| Japão                  | Team Ukyo                           | UKO        |
| Japão                  | Utsonomiya Blitzen                  | BLZ        |
| Cazaquistão            | Apple Team                          | APL        |
| Cazaquistão            | Astana City                         | TSE        |
| Cazaquistão            | Vino-Astana Motors                  | VAM        |
| Coreia do Sul          | Gapyeong Cycling Team               | GPC        |
| Coreia do Sul          | Geumsan Insam Cello                 | GIC        |
| Coreia do Sul          | Korail Cycling Team                 | KCT        |
| Coreia do Sul          | KSPO Bianchi Asia Procycling        | KSP        |
| Coreia do Sul          | LX Cycling Team                     | LXC        |
| Coreia do Sul          | Seoul Cycling Team                  | SCT        |
| Coreia do Sul          | Uijeongbu Cycling Team              | UCT        |
| Kuwait                 | Massi-Kuwait Team                   | KWT        |
| Laos                   | Nex CCN Cycling Team                | CCN        |
| Malásia                | Forca Amskins Racing                | FAR        |
| Malásia                | Team Sapura Cycling                 | TSC        |
| Malásia                | Terengganu Cycling Team             | TSG        |
| Mongólia               | Project Nice Côte d'Azur            | NCA        |
| Filipinas              | 7 Eleven-Cliqq Roadbike Philippines | 7RP        |
| Tailândia              | Thailand Continental Cycling Team   | TCC        |
| Taipé Chinesa          | RTS Racing Team                     | RTS        |
| Emirados Árabes Unidos | Sharjah Pro Cycling Team            | SHJ        |
| Uzbequistão            | Tashkent Cycling Team               | TAS        |

| País         | Nome                                            | Código UCI |
| ------------ | ----------------------------------------------- | ---------- |
| Albânia      | Amore & Vita-Prodir                             | AMO        |
| Áustria      | Hrinkow Advarics Cycleang                       | HAC        |
| Áustria      | My Bike Stevens                                 | MBS        |
| Áustria      | Team Felbermayr-Simplon Wels                    | RSW        |
| Áustria      | Team Vorarlberg-Santic                          | VOL        |
| Áustria      | Tirol Cycling Team                              | TIR        |
| Áustria      | WSA-Pushbikers                                  | WSA        |
| Azerbaijão   | Synergy Baku Cycling Project                    | BCP        |
| Bélgica      | AGO-Aqua Service                                | AAS        |
| Bélgica      | Cibel-Cebon                                     | CIB        |
| Bélgica      | Corendon-Circus                                 | COC        |
| Bélgica      | Era                                             | ERA        |
| Bélgica      | Marlux-Bingoal                                  | MAB        |
| Bélgica      | Pauwels Sauzen-Vastgoedservice Continental Team | PSV        |
| Bélgica      | T.Palm-Pôle Continental Wallon                  | PCW        |
| Bélgica      | Tarteletto-Isorex                               | TIS        |
| Bélgica      | Telenet Fidea Lions                             | TFL        |
| Bielorrússia | Minsk CC                                        | MCC        |
| Bulgária     | Trevigiani Phonix-Hemus 1896                    | TRE        |
| Croácia      | Meridiana Kamen Team                            | MKT        |
| Chéquia      | AC Sparta Praha                                 | ACS        |
| Chéquia      | Elkov-Author                                    | ELA        |
| Chéquia      | Pardus-Tufo Prostějov                           | PAR        |
| Chéquia      | Team Dukla Praha                                | TDP        |
| Dinamarca    | BHS-Almeborg Bornholm                           | ABB        |
| Dinamarca    | Riwal CeramicSpeed Cycling Team                 | RIW        |
| Dinamarca    | Team ColoQuick                                  | TCQ        |
| Dinamarca    | Team Waoo                                       | TWA        |
| Espanha      | Polartec-Kometa                                 | PLK        |
| Espanha      | Team Euskadi                                    | EUK        |
| Finlândia    | Memil CCN Pro Cycling                           | MPC        |
| França       | Roubaix Lille Métropole                         | RLM        |
| França       | Saint Michel-Auber93                            | AUB        |
| Reino Unido  | Canyon Eisberg                                  | BCC        |
| Reino Unido  | JLT Condor                                      | JLT        |
| Reino Unido  | Madison Genesis                                 | MGT        |
| Reino Unido  | ONE Pro Cycling                                 | ONE        |
| Reino Unido  | Team Wiggins                                    | WGN        |
| Reino Unido  | Vitus Pro Cycling                               | VIT        |
| Alemanha     | Bike Aid                                        | BAI        |
| Alemanha     | Development Team Sunweb                         | DSU        |
| Alemanha     | Heizomat Rad-Net.de                             | HRN        |
| Alemanha     | LKT Team Brandenburg                            | LKT        |
| Alemanha     | Team Dauner D&DQ-Akkon                          | TDA        |
| Alemanha     | Team Lotto-Kern Haus                            | LKH        |
| Alemanha     | Team Sauerland NRW p/b SKS Germany              | SVL        |

| País          | Nome                                          | Código UCI |
| ------------- | --------------------------------------------- | ---------- |
| Hungria       | Kobanya Cycling Team                          | KBN        |
| Hungria       | Pannon Cycling Team                           | PNN        |
| Irlanda       | Holdsworth Pro Racing                         | HOL        |
| Itália        | Biesse Carrera Gavardo                        | BIC        |
| Itália        | D'Amico Utensilnord                           | AZT        |
| Itália        | Dimension Data for Qhubeka Continental Team   | DDC        |
| Itália        | Sangemini-MG.Kvis-Vega                        | SMV        |
| Lituânia      | Staki-Technorama                              | STC        |
| Luxemburgo    | Leopard Pro Cycling                           | LPC        |
| Luxemburgo    | Team Differdange-Losch                        | CCD        |
| Países Baixos | Alecto Cycling Team                           | ALE        |
| Países Baixos | BEAT Cycling Club                             | BRT        |
| Países Baixos | Delta Cycling Rotterdam                       | DCR        |
| Países Baixos | Destil-Parkhotel Valkenburg                   | DES        |
| Países Baixos | Metec-TKH Continental Cycling Team p/b Mantel | MET        |
| Países Baixos | Monkey Town Continental Team                  | MCT        |
| Países Baixos | SEG Racing Academy                            | SEG        |
| Países Baixos | Vlasman CT                                    | VLA        |
| Noruega       | Joker Icopal                                  | TJI        |
| Noruega       | Team Coop                                     | TCO        |
| Noruega       | Uno-X Norwegian Development Team              | UXT        |
| Polónia       | Team Hurom                                    | THU        |
| Polónia       | Voster Uniwheels Team                         | VOS        |
| Polónia       | Wibatech Merx 7R                              | WIB        |
| Portugal      | Aviludo-Louletano-Uli                         | ALU        |
| Portugal      | Efapel                                        | EFP        |
| Portugal      | LA Alumínios                                  | LAA        |
| Portugal      | Liberty Seguros-Carglass                      | LSC        |
| Portugal      | Miranda-Mortágua                              | MIR        |
| Portugal      | Radio Popular-Boavista                        | RPB        |
| Portugal      | Sporting-Tavira                               | STA        |
| Portugal      | Vito-Feirense-Blackjack                       | VFB        |
| Portugal      | W52-FC Porto                                  | W52        |
| Roménia       | MsTina-Focus                                  | MST        |
| Roménia       | Team Novak                                    | TNV        |
| Rússia        | Lokosphinx                                    | LOK        |
| Eslovênia     | Adria Mobil                                   | ADR        |
| Eslovênia     | Ljubljana Gusto Xaurum                        | LJU        |
| Sérvia        | Dare Gaviota                                  | DGV        |
| Sérvia        | Java Partizan Pro Cycling Team                | JVP        |
| Suíça         | Akros-Renfer SA                               | AKR        |
| Eslováquia    | Dukla Banská Bystrica                         | DKB        |
| Turquia       | Torku Sekerspor                               | TRK        |
| Ucrânia       | Lviv Cycling Team                             | LCT        |

| País         | Nome                                            | Código UCI |
| ------------ | ----------------------------------------------- | ---------- |
| Albânia      | Amore & Vita-Prodir                             | AMO        |
| Áustria      | Hrinkow Advarics Cycleang                       | HAC        |
| Áustria      | My Bike Stevens                                 | MBS        |
| Áustria      | Team Felbermayr-Simplon Wels                    | RSW        |
| Áustria      | Team Vorarlberg-Santic                          | VOL        |
| Áustria      | Tirol Cycling Team                              | TIR        |
| Áustria      | WSA-Pushbikers                                  | WSA        |
| Azerbaijão   | Synergy Baku Cycling Project                    | BCP        |
| Bélgica      | AGO-Aqua Service                                | AAS        |
| Bélgica      | Cibel-Cebon                                     | CIB        |
| Bélgica      | Corendon-Circus                                 | COC        |
| Bélgica      | Era                                             | ERA        |
| Bélgica      | Marlux-Bingoal                                  | MAB        |
| Bélgica      | Pauwels Sauzen-Vastgoedservice Continental Team | PSV        |
| Bélgica      | T.Palm-Pôle Continental Wallon                  | PCW        |
| Bélgica      | Tarteletto-Isorex                               | TIS        |
| Bélgica      | Telenet Fidea Lions                             | TFL        |
| Bielorrússia | Minsk CC                                        | MCC        |
| Bulgária     | Trevigiani Phonix-Hemus 1896                    | TRE        |
| Croácia      | Meridiana Kamen Team                            | MKT        |
| Chéquia      | AC Sparta Praha                                 | ACS        |
| Chéquia      | Elkov-Author                                    | ELA        |
| Chéquia      | Pardus-Tufo Prostějov                           | PAR        |
| Chéquia      | Team Dukla Praha                                | TDP        |
| Dinamarca    | BHS-Almeborg Bornholm                           | ABB        |
| Dinamarca    | Riwal CeramicSpeed Cycling Team                 | RIW        |
| Dinamarca    | Team ColoQuick                                  | TCQ        |
| Dinamarca    | Team Waoo                                       | TWA        |
| Espanha      | Polartec-Kometa                                 | PLK        |
| Espanha      | Team Euskadi                                    | EUK        |
| Finlândia    | Memil CCN Pro Cycling                           | MPC        |
| França       | Roubaix Lille Métropole                         | RLM        |
| França       | Saint Michel-Auber93                            | AUB        |
| Reino Unido  | Canyon Eisberg                                  | BCC        |
| Reino Unido  | JLT Condor                                      | JLT        |
| Reino Unido  | Madison Genesis                                 | MGT        |
| Reino Unido  | ONE Pro Cycling                                 | ONE        |
| Reino Unido  | Team Wiggins                                    | WGN        |
| Reino Unido  | Vitus Pro Cycling                               | VIT        |
| Alemanha     | Bike Aid                                        | BAI        |
| Alemanha     | Development Team Sunweb                         | DSU        |
| Alemanha     | Heizomat Rad-Net.de                             | HRN        |
| Alemanha     | LKT Team Brandenburg                            | LKT        |
| Alemanha     | Team Dauner D&DQ-Akkon                          | TDA        |
| Alemanha     | Team Lotto-Kern Haus                            | LKH        |
| Alemanha     | Team Sauerland NRW p/b SKS Germany              | SVL        |

| País          | Nome                                          | Código UCI |
| ------------- | --------------------------------------------- | ---------- |
| Hungria       | Kobanya Cycling Team                          | KBN        |
| Hungria       | Pannon Cycling Team                           | PNN        |
| Irlanda       | Holdsworth Pro Racing                         | HOL        |
| Itália        | Biesse Carrera Gavardo                        | BIC        |
| Itália        | D'Amico Utensilnord                           | AZT        |
| Itália        | Dimension Data for Qhubeka Continental Team   | DDC        |
| Itália        | Sangemini-MG.Kvis-Vega                        | SMV        |
| Lituânia      | Staki-Technorama                              | STC        |
| Luxemburgo    | Leopard Pro Cycling                           | LPC        |
| Luxemburgo    | Team Differdange-Losch                        | CCD        |
| Países Baixos | Alecto Cycling Team                           | ALE        |
| Países Baixos | BEAT Cycling Club                             | BRT        |
| Países Baixos | Delta Cycling Rotterdam                       | DCR        |
| Países Baixos | Destil-Parkhotel Valkenburg                   | DES        |
| Países Baixos | Metec-TKH Continental Cycling Team p/b Mantel | MET        |
| Países Baixos | Monkey Town Continental Team                  | MCT        |
| Países Baixos | SEG Racing Academy                            | SEG        |
| Países Baixos | Vlasman CT                                    | VLA        |
| Noruega       | Joker Icopal                                  | TJI        |
| Noruega       | Team Coop                                     | TCO        |
| Noruega       | Uno-X Norwegian Development Team              | UXT        |
| Polónia       | Team Hurom                                    | THU        |
| Polónia       | Voster Uniwheels Team                         | VOS        |
| Polónia       | Wibatech Merx 7R                              | WIB        |
| Portugal      | Aviludo-Louletano-Uli                         | ALU        |
| Portugal      | Efapel                                        | EFP        |
| Portugal      | LA Alumínios                                  | LAA        |
| Portugal      | Liberty Seguros-Carglass                      | LSC        |
| Portugal      | Miranda-Mortágua                              | MIR        |
| Portugal      | Radio Popular-Boavista                        | RPB        |
| Portugal      | Sporting-Tavira                               | STA        |
| Portugal      | Vito-Feirense-Blackjack                       | VFB        |
| Portugal      | W52-FC Porto                                  | W52        |
| Roménia       | MsTina-Focus                                  | MST        |
| Roménia       | Team Novak                                    | TNV        |
| Rússia        | Lokosphinx                                    | LOK        |
| Eslovênia     | Adria Mobil                                   | ADR        |
| Eslovênia     | Ljubljana Gusto Xaurum                        | LJU        |
| Sérvia        | Dare Gaviota                                  | DGV        |
| Sérvia        | Java Partizan Pro Cycling Team                | JVP        |
| Suíça         | Akros-Renfer SA                               | AKR        |
| Eslováquia    | Dukla Banská Bystrica                         | DKB        |
| Turquia       | Torku Sekerspor                               | TRK        |
| Ucrânia       | Lviv Cycling Team                             | LCT        |

| País      | Nome                                               | Código UCI |
| --------- | -------------------------------------------------- | ---------- |
| Austrália | Australian Cycling Academy-Ride Sunshine Coast     | ACA        |
| Austrália | Bennelong SwissWellness Cycling Team               | BSC        |
| Austrália | Brisbane Continental Cycling Team                  | BCT        |
| Austrália | Drapac-EF p/b Cannondale Holistic Development Team | DEC        |
| Austrália | Mobius-BridgeLane                                  | MBL        |
| Austrália | Oliver's Real Food Racing                          | OLI        |
| Austrália | St George Continental Cycling Team                 | STG        |
| Austrália | Team McDonalds-Downunder                           | TMC        |

| Precedido por Lista de equipas ciclistas Continentais-Temporada de 2017 | Equipas ciclistas Continentais 2018 | Sucedido por Equipas ciclistas Continentais-Temporada de 2019 |

| País      | Nome                                               | Código UCI |
| --------- | -------------------------------------------------- | ---------- |
| Austrália | Australian Cycling Academy-Ride Sunshine Coast     | ACA        |
| Austrália | Bennelong SwissWellness Cycling Team               | BSC        |
| Austrália | Brisbane Continental Cycling Team                  | BCT        |
| Austrália | Drapac-EF p/b Cannondale Holistic Development Team | DEC        |
| Austrália | Mobius-BridgeLane                                  | MBL        |
| Austrália | Oliver's Real Food Racing                          | OLI        |
| Austrália | St George Continental Cycling Team                 | STG        |
| Austrália | Team McDonalds-Downunder                           | TMC        |

| Precedido por Lista de equipas ciclistas Continentais-Temporada de 2017 | Equipas ciclistas Continentais 2018 | Sucedido por Equipas ciclistas Continentais-Temporada de 2019 |